# Beatriz Ferreira
Beatriz Iasmin Soares Ferreira (ur. 9 grudnia 1992 w Salvadorze) – brazylijska bokserka, dwukrotna mistrzyni świata, wicemistrzyni i brązowa medalistka olimpijska, złota medalistka igrzysk panamerykańskich i igrzysk Ameryki Południowej, wielokrotna mistrzyni panamerykańska.

## Kariera
Na początku trenowała boks tajski, lecz postanowiła później pójść śladami ojca, Raimundo Ferreiry, zmieniając dyscyplinę na boks. Według zasad Międzynarodowego Stowarzyszenia Boksu musiała odbyć zawieszenie na dwa lata.
W 2019 roku zdobyła złoty medal igrzysk panamerykańskich w Limie w kategorii do 60 kg. W finale pokonała Argentynkę Dayanę Sánchez. W październiku tego samego roku została mistrzynią świata w Ułan Ude, wygrywając w finale z Chinką Wang Cong. Została wówczas drugą Brazylijką, któremu udało się  zdobyć złoto mistrzostw świata, zaraz po Roseli Feitosie.
W 2021 roku wzięła udział w Letnich Igrzyskach Olimpijskich 2020, gdzie w rywalizacji kobiet do 60 kg zdobyła srebrny medal, przegrywając w finale z Kellie Harrington. W 2024 roku ponownie wzięła udział w Letnich Igrzyskach Olimpijskich, gdzie w rywalizacji kobiet do 60 kg po przegranej w półfinale z Kellie Harrington zdobyła brązowy medal.